# 踊ろよベイビー
「踊ろよベイビー」（Do You Want to Dance）は、ボビー・フリーマンが1958年に発表した楽曲。多くのミュージシャンにカバーされた、ロックンロールの古典である。

## ボビー・フリーマンのバージョン
ボビー・フリーマンは1940年6月13日にカリフォルニア州アラメダ郡に生まれ、サンフランシスコで育った。アフリカ系アメリカ人である。10代の初めからザ・ロマンサーズというドゥーワップ・グループで歌を歌っていた。ザ・ヴォーカリアーズというグループで活動していた頃、地元のDJから自作の曲はあるかと尋ねられ、何曲かデモ・テープを製作した。その中に「踊ろよベイビー」は含まれており、それを聴いたジュビリー・レコードの経営者、モーティマー・パリッツはフリーマンとの契約を決めた。ギタリストのビリー・ミュールほかニューヨークのスタジオ・ミュージシャンによるオーバーダビングがほどこされ、1958年3月、ジュビリー・レコードの子会社であるジョジー・レコードから発売された。
フリーマンはまだ17歳であり、デビュー・シングルであったが、ビルボードのポップ・チャートで5位、R&Bチャートで2位を記録した。
映画『アメリカン・グラフィティ』の挿入歌として使用された。

## ベット・ミドラーのバージョン
ベット・ミドラーのデビュー・アルバム『The Divine Miss M』（1972年11月7日発売）に収録された。同アルバムは楽曲ごとにプロデューサーが異なり、「踊ろよベイビー」はジョエル・ドーンがプロデュースを行った。リズムトラックの編曲はバリー・マニロウ。ホーンとストリングスの編曲はトム・ベル。同年同月、シングルカットされた。B面は「スーパースター」。
1973年3月10日付のビルボード・Hot 100で17位を記録した。また、ビルボードのイージーリスニング・チャートで8位、カナダRPMで18位、カナダのアダルトコンテンポラリー・チャートで1位を記録した。
シングル・ミックス・バージョンは2016年発売の『The Divine Miss M』のデラックス・エディション盤に収録された。

## その他のバージョン
- ボビー・ヴィー - 1961年のアルバム『Bobby Vee Sings Hits of the Rockin' '50's』に収録。
- クリフ・リチャード&ザ・シャドウズ - 1962年のシングル。B面であったにもかかわらず、全英シングルチャートの2位を記録した。
- デル・シャノン - 1964年のシングル。
- ソニー&シェール - 1964年、「シーザー&クレオ」名義で活動していた頃に発表したシングル。
- フォー・シーズンズ - 1964年のアルバム『Dawn (Go Away) and 11 Other Great Songs』に収録。
- ザ・ビーチ・ボーイズ - 1965年のシングル。リード・ボーカルはデニス・ウィルソン。ビルボード・Hot 100の12位を記録。
- ママス&パパス - 1966年のアルバム『If You Can Believe Your Eyes and Ears』に収録。
- ウィ・ファイヴ - 1966年のシングル。
- キム・カーンズ - 1971年のアルバム『Rest on Me』に収録。
- ジョン・レノン - 1975年のアルバム『ロックン・ロール』に収録。
- T・レックス - 1975年のアルバム『Bolan's Zip Gun』の再発盤のボーナストラックに収録。
- ラモーンズ - 1977年のアルバム『ロケット・トゥ・ロシア』に収録。1978年にシングル・カットされて、ビルボード・Hot 100で86位を記録[8]。
- ザ・キング・トーンズ - 1982年のアルバム『渚の“R&B”』に収録。
- デイヴ・エドモンズ - 1985年公開の映画『Porky's Revenge!』のサウンドトラック。
- スーザン・ウォン - 2002年のアルバム『クロース・トゥ・ユー』に収録。